# Constantin Moruzi
Constantin Moruzi, Mourousi, Moruzzi ou Konstantinos Mouroussis, né en 1730 et mort à Constantinople le 1er mai  1787, est un prince  phanariote qui, après avoir été au service du gouvernement ottoman, est devenu Hospodar de Moldavie de 1777 à 1782. La monarchie est élective dans les principautés roumaines de Moldavie et de Valachie, comme en Pologne voisine. Le souverain (voïvode, hospodar ou domnitor selon les époques et les sources) était élu par (et souvent parmi) les boyards, puis agréé par les Ottomans : pour être nommé, régner et se maintenir, il s’appuyait sur les partis de boyards et fréquemment sur les puissances voisines, habsbourgeoise, russe et surtout turque, car jusqu'en 1859 les deux principautés étaient vassales et tributaires de la « Sublime Porte ».

## Origine familiale
Constantin Mourousi est un grec phanariote d'origine pontique : sa famille est originaire de Moroussa, près de Trébizonde. Il est le fils de Dimitrios Adamaki Moroussis et de Sultana Mavrocordato, une fille de Nicolas Mavrocordato. Cette union prestigieuse favorise l’ascension de la lignée.

## Règne
Constantin Mourousi exerce différentes fonctions dans les principautés de Moldavie et de Valachie, entre 1774 et 1777. Cette fonction lui permet ensuite de participer aux intrigues qui se soldent par l’exécution du prince Grigore III Ghica et d’être promu Hospodar de Moldavie à sa place le 12 octobre 1777.  
Il est néanmoins déposé et exilé en Anatolie le 9 juin 1782 pour être remplacé par son neveu Alexandre Ier Mavrocordato. Il obtient l’autorisation de revenir à Constantinople l’année suivante et il meurt en 1787.

## Union et Postérité
Constantin Mourousi épouse Smaragda Ghica et, de leur union, naissent plusieurs fils qui exerceront eux aussi des fonctions importantes au service de l’Empire ottoman :
- Alexandre Mourousi, Grand Drogman puis prince de Moldavie et de Valachie ;
- Georges Mourousi, Grand Drogman en 1792, exécuté en 1796 ;
- Démètre Mourousi (1768-1812), Grand Drogman en 1808. Mauvais négociateur du Traité de Bucarest face au français Alexandre de Langeron représentant l'Empire russe, il y perd le Boudjak et la Moldavie orientale (qui forment ensemble la nouvelle province russe de Bessarabie) et il est pour cela exécuté à Constantinople sur ordre du sultan Mahmoud II, le 25 octobre 1812.